# La Haciendita, Tenango del Valle
La Haciendita är en ort i Mexiko.   Den ligger i kommunen Tenango del Valle och delstaten Mexiko, i den sydöstra delen av landet, 60 km sydväst om huvudstaden Mexico City. La Haciendita ligger 2 513 meter över havet och antalet invånare är 447.
Terrängen runt La Haciendita är lite bergig, och sluttar söderut. Runt La Haciendita är det tätbefolkat, med 550 invånare per kvadratkilometer. Närmaste större samhälle är Tenango de Arista, 8,4 km norr om La Haciendita. Omgivningarna runt La Haciendita är en mosaik av jordbruksmark och naturlig växtlighet.